# Pfleggericht Fügen
Das Pfleg- und Landgericht Fügen war eine Gerichts- und Verwaltungsbehörde des Erzstifts Salzburg und seiner Rechtsnachfolger. Sitz war Fügen im heutigen österreichischen Bundesland Tirol.

## Geschichte
Das Pfleg- und Landgericht Fügen wurde 1649 vom Pfleggericht Kropfsberg abgetrennt und diesem 1768 wieder eingegliedert.
An der Spitze des Pflegamtes stand ein Pfleger, dem ein Landrichter nachgeordnet war. Wie im Heiligen Römischen Reich üblich war die Trennung der Rechtsprechung von der Verwaltung nicht umgesetzt. Die Ämter waren sowohl erstinstanzliche Gerichte als auch Verwaltungs-, Polizei- und Steuerbehörden.